# Михайлова, Екатерина (певица)
Екатерина Михайлова (болг. Екатерина Михайлова; 18 марта 1958, София, НРБ) — болгарская поп-певица, участница дуэта «Ритон» (в нём известна мононимно, как Катя).

## Биография
Родилась 18 марта 1958 года в Софии. В 1977 году окончила эстрадное отделение Болгарской консерватории. Там познакомилась со Здравко Желязковым, с которым в 1977 году основала дуэт «Ритон». В 1977-1979 годах называются «Студия-2».
В 1980 году вышла их первая небольшая пластинка. Их первый хит «Вы должны подождать». С тех пор было выпущено 12 альбомов, причем почти все их песни становятся хитами и выигрывают BG-графики. В 1991 году их самые лучшие шлягеры были выпущены на CD.
В середине 1990-х годов они сотрудничали с Александром Кипровым, Денни Драгановым и Чочо Владовским. Песня «Огонь и дым» выиграла Гран-при «Золотой Орфей» (1997) и 2-й приз фестиваля «Интерфест» в Македонии. В том же году песня «Пиратский корабль» получила награду «Бургас и море». В России их часто приглашают друзья Алла Пугачёва и Филипп Киркоров, где они также весьма популярны. В 1998 году они получили Специальный приз от Союза музыкантов «Золотой Орфей» за песню «С друзьями лучше».
В 2001 году Ритон был выбран в качестве дуэта года на «Мело ТВ Мания». Также «Ритон» является первым дуэтом выпустившем DVD, в одном из которых были представлены их лучшие видеоклипы, а другой — избранные концертные записи. В 2005 году они приняли участие в юбилее композитора Кирилла Икономова и исполнили его самую последнюю песню «Дай шанс», а в конце 2007 года они отпраздновали своё 30-летие на сцене с большим концертом в зале Первого Национального дворца культуры с новым двойным альбомом «Две звезды».

## Личная жизнь
Замужем с 23 декабря 1978 года за Здравко Желязковым.